# DLL地獄
在电脑运算领域，DLL地狱（DLL Hell）指Microsoft Windows系统中，因为（DLL）的版本或相容性的问题而造成软件无法正常执行。
Windows早期并沒有很严谨的DLL版本管理机制，以致经常发生安装了某软件后，因为其覆盖了系统上原有的同一個DLL文件，而导致原有可运行的程式无法运行。但还原回原有的DLL文件之后，新安裝的软件就无法运行。若影响到系统所使用的重要DLL时也可能让系统容易死机甚至无法正常启动。
在一般情况下，开发时修改了類別中的成员变量的大小或者改变虚函数的个数以及顺序会触发DLL地狱。
如果DLL重新发布时类成员（虚函数表也属于类成员）的地址发生变化，那也会触发DLL地狱。

## 外部連結
- 別再掉进DLL地狱的陷阱里（DLL Hell）~.NET解決之道
- DLL地狱的起因与解决方案（页面存档备份，存于）